# Chionaema miles
Chionaema miles là một loài bướm đêm thuộc phân họ Arctiinae, họ Erebidae.